# Almofre

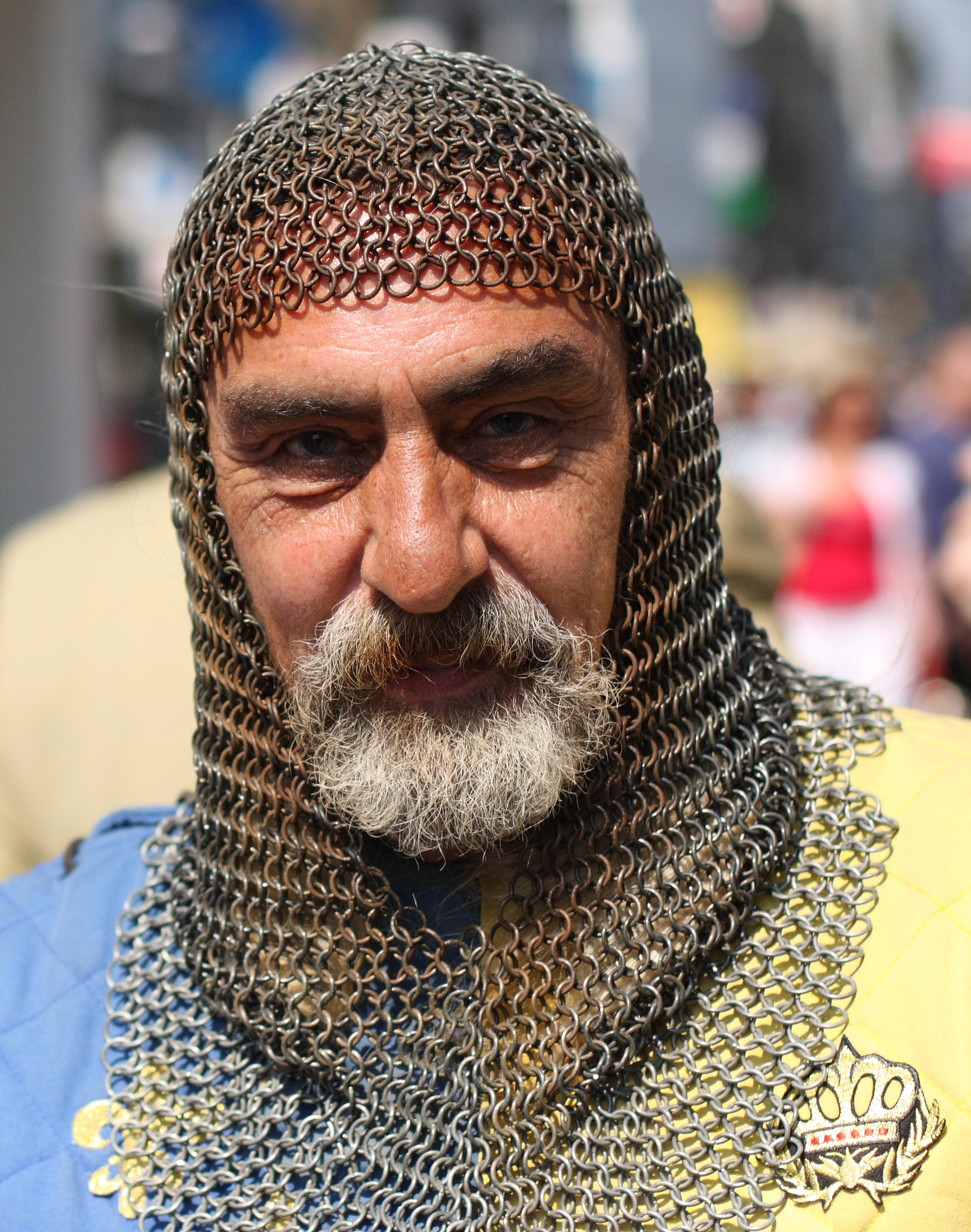
Reencenador histórico com almofre de malha, vestido sobre uma coifa de tecido azul e amarela

O almofre , almafre ou almôfar é um carapuço flexível de malha metálica, usado pelas tropas medievais, sob o elmo, para proteger a cabeça, o pescoço e, por vezes, também o queixo e a boca. Normalmente usava-se por cima de uma coifa de tecido ou pele e sob um elmo.

## Etimologia
Ambos os substantivos «almofre» e «almafre» têm origem no étimo moçárabe ou árabe antigo al-mufgar, o qual corresponde ao étimo neoarábico مِغْفَرٌ miġfar, que significa «elmo».

## Relação com a loriga
Sendo certo que no início da Idade Média o almofre ainda não se autonomizava claramente da loriga (túnica defensiva composta por um saio de anéis de malha metálica entrelaçados), mais tarde, cerca do terceiro quartel do século XIII, as fontes históricas já se reportam ao almofre como uma peça de diferente e independente da loriga.
Com efeito, as defesas de pescoço são um tipo de protecções que surgiram tardiamente, por pura necessidade, mercê do crescimento do poder das armas ofensivas, que cada vez mais tornava a zona do pescoço particularmente vulnerável em combate.

## Distinção com o camal
O almofre distingue-se do camal, que é entendido pela historiografia moderna como um colar ou avental de pescoço, que descaía pelo pelos ombros, feito em malha metálica, encontrando-se ligado à peça de armadura que protegia a cabeça, geralmente a barbuda ou mais tarde o bacinete.